# 卡皮羅卡倫圖拉國家公園
15°52′38″N 85°56′06″W / 15.87722°N 85.93500°W
卡皮羅卡倫圖拉國家公園是洪都拉斯的國家公園，位於該國北部科隆省，處於特魯希略以南，成立於1992年1月1日，面積81平方公里。